# Dolichaspis caesarea
Dolichaspis caesarea är en skalbaggsart som beskrevs av Aurivillius 1910. Dolichaspis caesarea ingår i släktet Dolichaspis och familjen långhorningar. Inga underarter finns listade i Catalogue of Life.